# Astridia
Astridia ist eine Pflanzengattung aus der Familie der Mittagsblumengewächse (Aizoaceae). Der botanischen Name der Gattung ehrt Astrid Elise Schwantes, geb. Wilberg (1887–1960), die Ehefrau von Gustav Schwantes.

## Beschreibung
Die Arten der Gattung Astridia wachsen als sukkulenter Strauch von bis zu 50 Zentimeter Höhe, deren Aussehen von den dicken sichel-  bis halbmondförmigen, dreieckigen bis scharf dreikantigen oder seltener fingerförmigen Laubblättern bestimmt ist. Ihre Epidermis ist mit niedrigen oder hohen Papillen besetzt, wobei sich die Laubblätter im letzteren Fall samtig anfühlen. Die Spaltöffnungen sind eingesenkt. Sie befinden sich entweder an der Basis der niedrigen Papillen oder in Vertiefungen, die von langen Papillen überwölbt sind. Die äußere Epidermiswand enthält eine Schicht Kristallsand sowie größere Körner von 5 bis 15 Mikrometern Länge.
Die einzelnen, 30 bis 70 Millimeter im Durchmesser messenden Blüten tragen Brakteen. Es sind sechs Kelchblätter vorhanden. Die Kronblätter sind weiß, gelb, orange, rot oder purpurfarben gefärbt. Bei den letzten drei Farbvarianten ist die Basis der Kronblätter oftmals weiß oder gelb. Die Kronblätter des inneren Kreis sind manchmal kürzer und schmaler und scheinen in die zahlreichen filamentösen Staminodien überzugehen. Die filamentösen Staminodien, die auch fehlen können, umgeben die Staubblätter in einem Kegel. Das Nektarium bildet einen lophomorphen Ring.
Die in der Regel sechsfächrigen Früchte sind an ihrer Basis trichterförmig. Sie enthalten 1,2 bis 1,7 Millimeter lange und 0,85 bis 1,5 Millimeter breite Samen, deren Samenschale unterschiedlich papillös ist.

## Systematik und Verbreitung
Die Gattung Astridia ist südlich von Lüderitz in Namibia bis in den Nordwesten des Namaqualands in Südafrika verbreitet. Die Arten wachsen in der Regel auf Felsen in Gebieten mit Niederschlagsmengen von weniger als 100 Millimeter jährlich, der im Winter oder im März fällt. Etwas Nebel trägt ebenfalls zum Niederschlag bei.
Die Erstbeschreibung der Gattung durch Kurt Dinter und Gustav Schwantes wurde 1927 veröffentlicht. Die Gattung Astridia umfasst folgende Arten:
- Astridia alba (L.Bolus) L.Bolus
- Astridia citrina (L.Bolus) L.Bolus
- Astridia dinteri L.Bolus
- Astridia dulcis L.Bolus
- Astridia hallii L.Bolus
- Astridia herrei L.Bolus
- Astridia hillii L.Bolus
- Astridia longifolia (L.Bolus) L.Bolus
- Astridia lutata (L.Bolus) Friedrich ex H.E.K.Hartmann
- Astridia rubra (L.Bolus) L.Bolus
- Astridia speciosa L.Bolus
- Astridia vanheerdei L.Bolus
- Astridia velutina Dinter

## Nachweise

## Weiterführende Literatur
- Hugh Francis Glen: Numerical taxonomic studies in the subtribe Ruschiinae (Mesembryanthemaceae) - Astridia, Acrodon and Ebracteola. In: Bothalia. Band 16, 1986, S. 203–226. (PDF)